# Gran Premio motociclistico degli Stati Uniti d'America 2009
Il Gran Premio motociclistico degli Stati Uniti d'America 2009 corso il 5 luglio, è stato l'ottavo Gran Premio della stagione 2009, riservato unicamente alla classe MotoGP, ed è stato vinto da Dani Pedrosa.

## MotoGP

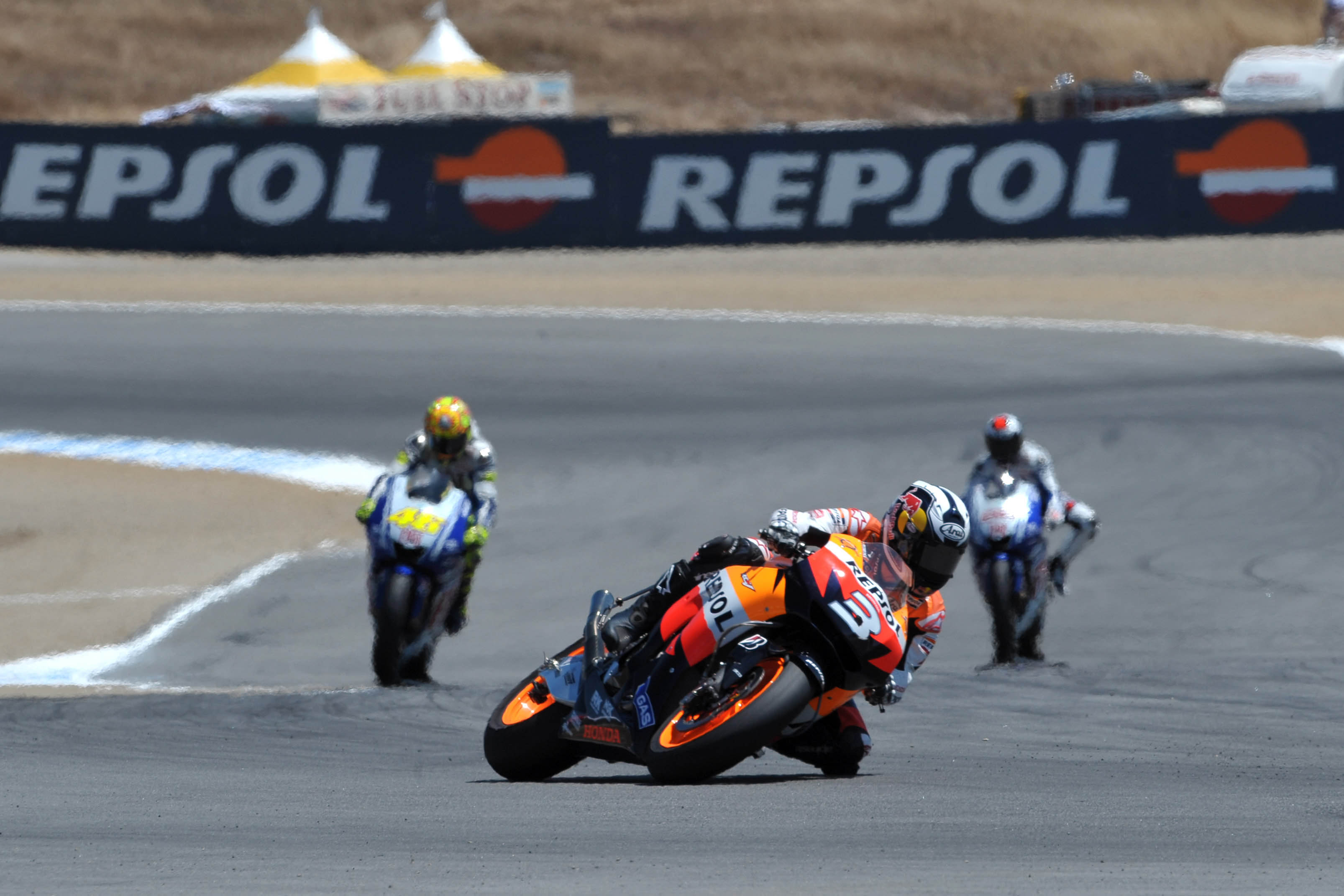
In primo piano Pedrosa, vincitore della gara. Sullo sfondo Rossi e Lorenzo, che completano il podio

Mika Kallio non partecipa a questo Gran Premio per infortunio, mentre Toseland viene squalificato per aver ignorato il "ride through", comminatogli per partenza anticipata.

### Arrivati al traguardo
| Pos | Nº | Pilota          | Squadra                 | Motocicletta | Giri | Tempo     | Griglia | Punti |
| --- | -- | --------------- | ----------------------- | ------------ | ---- | --------- | ------- | ----- |
| 1   | 3  | Dani Pedrosa    | Repsol Honda            | Honda        | 32   | 44:01.580 | 4       | 25    |
| 2   | 46 | Valentino Rossi | Fiat Yamaha             | Yamaha       | 32   | +0.344    | 2       | 20    |
| 3   | 99 | Jorge Lorenzo   | Fiat Yamaha             | Yamaha       | 32   | +1.926    | 1       | 16    |
| 4   | 27 | Casey Stoner    | Ducati Team             | Ducati       | 32   | +12.432   | 3       | 13    |
| 5   | 69 | Nicky Hayden    | Ducati Team             | Ducati       | 32   | +21.663   | 8       | 11    |
| 6   | 24 | Toni Elías      | San Carlo Honda Gresini | Honda        | 32   | +22.041   | 6       | 10    |
| 7   | 5  | Colin Edwards   | Monster Yamaha Tech 3   | Yamaha       | 32   | +30.201   | 7       | 9     |
| 8   | 7  | Chris Vermeulen | Rizla Suzuki            | Suzuki       | 32   | +32.857   | 9       | 8     |
| 9   | 14 | Randy de Puniet | LCR Honda               | Honda        | 32   | +40.325   | 14      | 7     |
| 10  | 33 | Marco Melandri  | Hayate Racing           | Kawasaki     | 32   | +48.028   | 11      | 6     |
| 11  | 15 | Alex De Angelis | San Carlo Honda Gresini | Honda        | 32   | +48.810   | 12      | 5     |
| 12  | 88 | Niccolò Canepa  | Pramac Racing           | Ducati       | 32   | +1:18.531 | 16      | 4     |

### Ritirati
| Nº | Pilota           | Squadra                  | Motocicletta | Giri | Griglia |
| -- | ---------------- | ------------------------ | ------------ | ---- | ------- |
| 4  | Andrea Dovizioso | Repsol Honda             | Honda        | 6    | 5       |
| 59 | Sete Gibernau    | Grupo Francisco Hernando | Ducati       | 6    | 13      |
| 65 | Loris Capirossi  | Rizla Suzuki             | Suzuki       | 3    | 10      |
| 41 | Gábor Talmácsi   | Scot Racing              | Honda        | 3    | 17      |

### Squalificato
| Nº | Pilota         | Squadra               | Motocicletta | Griglia |
| -- | -------------- | --------------------- | ------------ | ------- |
| 52 | James Toseland | Monster Yamaha Tech 3 | Yamaha       | 15      |